# Tropischer Sturm Olga (2007)
Der tropische Sturm Olga war der fünfzehnte benannte Sturm der atlantischen Hurrikansaison 2007. In der zweiten Dezemberwoche, nach dem offiziellen Ende der Saison, bildete sich östlich der nördlichsten Inseln der Kleinen Antillen ein Tiefdruckgebiet. Es entwickelte langsam tropische Eigenschaften und am Abend des 10. Dezembers klassifizierte das National Hurricane Center das System als subtropischen Sturm. Damit war die Saison 2007 neben 1887, 1953 und 2003 eine der wenigen Jahre, die sowohl Aktivität vor Beginn als auch danach aufweisen. Olga war auch einer der wenigen Stürme, der außerhalb der Saison über Land gelangte und mit 40 Opfern ist Olga im atlantischen Becken bislang der Sturm mit den meisten Toten nach dem offiziellen Ende der Saison. Der Sturm gelangt am 11. Dezember an der östlichen Spitze der Dominikanischen Republik über Land. Kurze Zeit später ging der subtropische Sturm in ein tropisches System über. Olga zog über Hispaniola und gelangte in das Karibische Meer. Starke Windscherung und trockene Luft schwächten den Sturm in der Frühe des 13. Dezembers zu einem Resttief ab.
Der Sturm hatte Auswirkungen auf Gebiete, die einen Monat zuvor durch Hurrikan Noel verwüstet wurden. In Puerto Rico verursachte die Regenfälle einen Toten, 37 Opfer wurden in der Dominikanischen Republik bestätigt, einschließlich des Todes von zwanzig Personen, als Fluttore eines Dammes in der Provinz Santiago geöffnet wurden. Zwei weitere Tote wurden aus Haiti gemeldet.

## Sturmverlauf

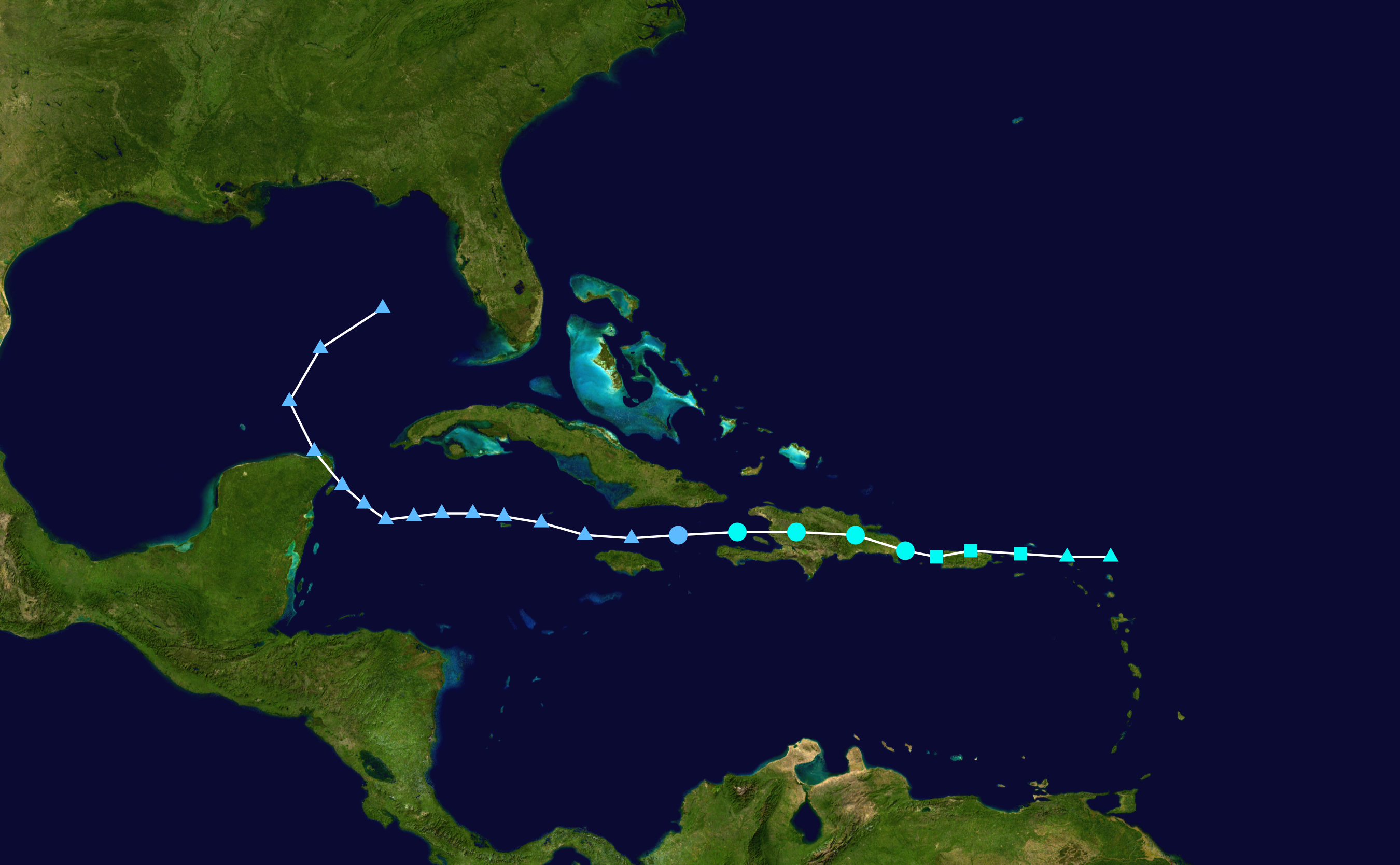
Zugbahn von Olga

In der ersten Dezemberwoche 2007 führte die Westwärtsbewegung eines Höhentiefs zur Bildung eines breiten oberflächennahen Trogs östlich der nördlichen Kleinen Antillen. Nordöstlich dieses Trogs lag ein starker Rücken, sodass der Trog langsam in westlicher Richtung zog, vereinzelt Konvektion und leichte zirkulare Luftbewegung produzierend. Am 8. Dezember begann die Konvektion in Verbindung mit dem System dauerhaft zu sein. Am 9. Dezember begannen die Meteorologen des Tropical Prediction Centers mit der Klassifizierung des Systems durch Anwendung der Hebert-Poteat-Technik und mehrere Vorhersagemodelle sagten die Bildung eines tropischen Wirbelsturmes voraus. Das System mit sturmstarken Winden im Norden des Troges setzte seinen westlichen Kurs fort und gelangte dabei über ein Gebiet mit mäßig warmem Meerwasser. Am 10. Dezember bildete das System eine oberflächennahe Zirkulation, die Konvektion des Systems hatte sich jedoch disorgnisiert und vom Sturmzentrum ein gutes Stück entfernt. Südliche Windscherung führte dazu, dass die Struktur des Systems jedoch sehr asymmetrisch war, und die Konvektion verstärkte sich in der Nähe des Zentrum kontinuierlich. Ein Höhentief lag direkt südlich des Zentrums, sodass das National Hurricane Center das System um 3:00 Uhr UTC des 11. Dezembers etwa 85 km östlich von San Juan, Puerto Rico zu einem subtropischen Sturm erklärte.

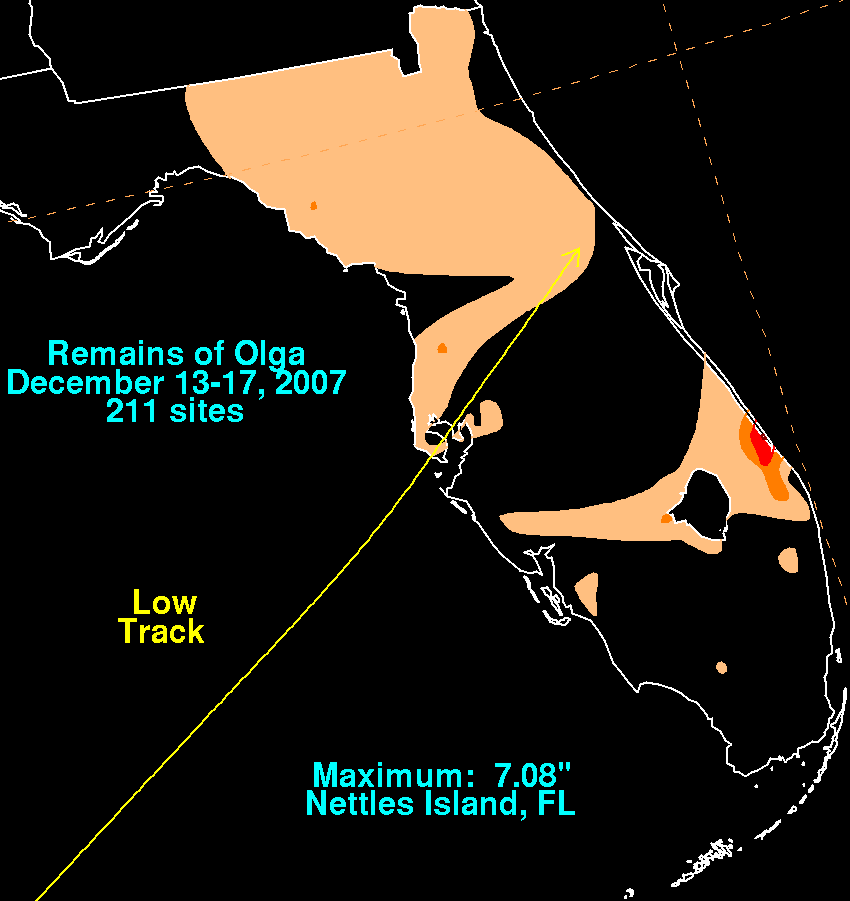
Regenfälle durch das Resttief Olgas in Florida.

Nach der Klassifizierung als subtropischer Wirbelsturm behielt Olga eine gut definierte Ausströmung und im Südosten des starken Rückens über dem westlichen Atlantik zog das System in westsüdwestlicher Richtung. Als der Sturm an der Nordküste Puerto Ricos entlang zog, intensivierte er sich leicht, und nachdem die Konvektion in Zentrumsnähe zugenommen hatte, gelangte Olga bei Punta Cana in der Dominikanischen Republik um 18:00 Uhr UTC über Land. Ein Aufklärungsflug in den Sturm ergab einen engen Windgradient und Spitzenwinde von 95 km/h und um 0:00 UTC am 12. Dezember klassifizierte das National Hurricane Center Olga neu als tropischen Sturm. Zu diesem Zeitpunkt befand sich das Sturmzentrum noch über Land. Die Konvektion wurde schnell schwächer, als der Sturm die Mitte von Hispaniola überquerte, und nach dem Erreichen des Karibischen Meeres fehlte dem System die Konvektion, die es benötigte, um weiter als tropisches System zu gelten. Zwar wiesen die Regenbänder im Nordosten noch stärkere Winde auf, aber das Zentrum wurde aufgrund von trockener Luftmassen und starker Windscherung schwer erkennbar. Am späten 12. Dezember nahm die Konvektion über dem Zentrum zu, obwohl Olga sich zu diesem Zeitpunkt zu einem tropischen Tiefdruckgebiet abschwächte. Da keine deutliche Konvektion weiterbestand, stellte das the National Hurricane Center am 13. Dezember die Ausgabe von Warnungen ein, als sich Olga etwa 130 km nordwestlich von Kingston, Jamaika befand.
Das Resttief setzte seinen Weg in westnordwestlicher Richtung fort. Die klar erkennbare Zirkulation in niedriger Höhe führte vereinzelt zu Gewittern auf den Kaimaninseln und über Kuba und die Ausläufer der Feuchtigkeit reichten bis in den Süden Floridas. Ein kleines Konvektionsgebiet bildete sich direkt östlich des Zentrums und die oberflächennahe Zirkulation blieb gut definiert, als sich Olga der Küste von Yucatán näherte. Olgas Resttief drehte nach Norden in den Golf von Mexiko, während sich dem Zentrum eine Kaltfront von Nordwesten näherte. Spät am 16. Dezember und früh am 17. intensivierte sich das Tief bei der Annäherung an die Westküste Floridas. Die andauernden Winde erreichten Sturmstärke, in Böen wurden in Clearwater Beach Windgeschwindigkeiten von mehr als Sturmstärke 12 auf der Beaufort-Skala gemessen. Letztendlich wurde das Resttief von der Kaltfront absorbiert, als diese über Florida hinwegzog. Diese Kaltfront war verbunden mit einem starken Wintersturm, der Auswirkungen auf den größten Teil der östliche Teil Nordamerikas hatte und in sechs US-Bundesstaaten insgesamt 25 Personen tötete und drei kanadische Provinzen mit den feuchten Luftmassen Olgas versorgte, als er zumeist über Wasser an der Ostküste der Vereinigten Staaten nach Nordosten zog.

## Vorbereitungen
Am 10. Dezember gab das Tropical Prediction Center eine Sturmwarnung für die Gewässer nördlich der Kleinen Antillen, von Puerto Rico und der Dominikanischen Republik aus, die in Zusammenhang mit Vorläufer-Störung stand, die später zu Olga wurde. Als das System zum subtropischen Zyklon erklärt wurde, erließ die Regierung der Dominikanischen Republik für die Nordküste zwischen Cabo Engaño und der Staatsgrenze zu Haiti die Warnung vor einem tropischen Sturm aus; für die Südküste wurde im Abschnitt um Santo Domingo Sturmbereitschaft erklärt. Bevor der Sturm über Land zog, gab die Regierung Haitis Warnungen vor einem tropischen Sturm für den Norden des Landes aus. Später wurden auch Warnungen für Turks- und Caicosinseln und die südöstlichen Bahamas erteilt.
Das Büro des National Weather Service in San Juan gab eine Hochwasserwarnung für Puerto Rico, einschließlich der Inseln Culebra und Vieques aus. Ausgedehnte Niederschläge veranlassten auch die Warnung vor Sturzfluten in Teilen der Insel. Der Fährverkehr zwischen Fajardo sowie den Inseln Culebra und Vieques wurde während des Durchzugs von Olga vorübergehend eingestellt. In der Dominikanischen Republik richteten die Behörden in 15 Provinzen Notunterkünfte ein und forderte die Bürger auf, niedrig gelegene Gebiete während der Passage des Sturms zu verlassen; 22 Gemeinden wurden evakuiert.

## Auswirkungen

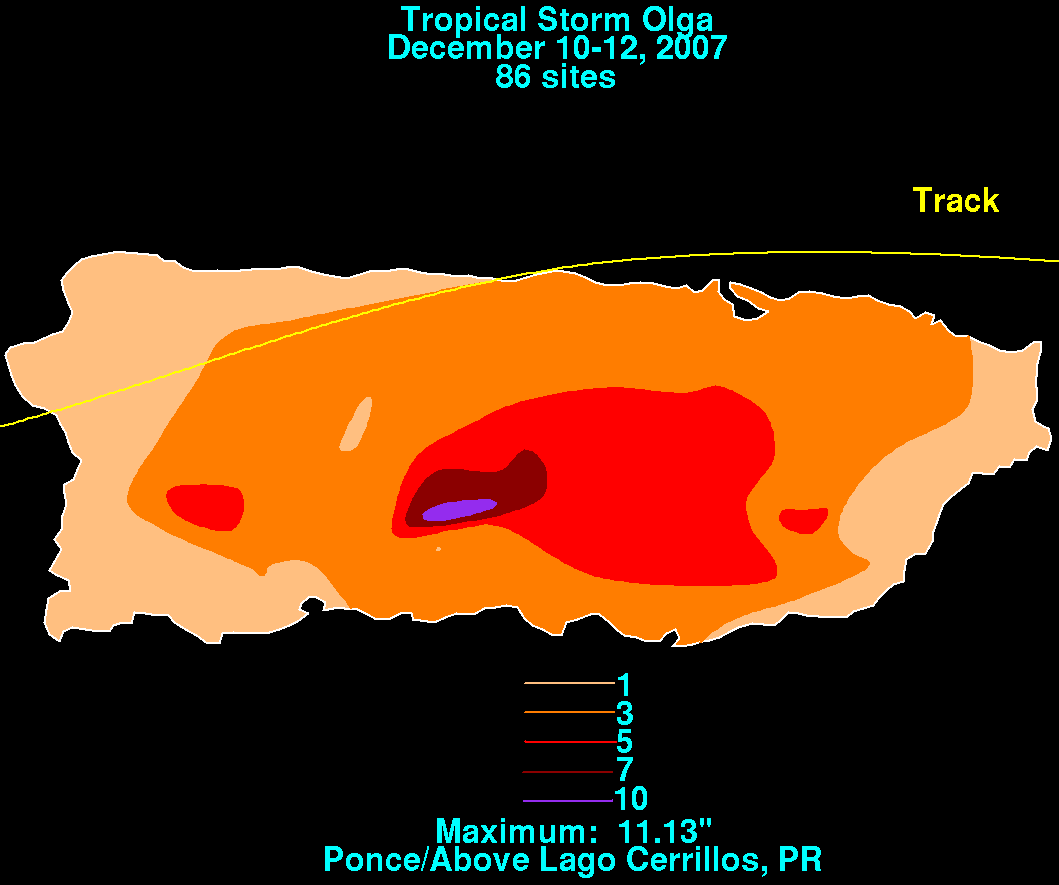
Olga’s Regenfall in Puerto Rico

Über Puerto Rico ließ der Wirbelsturm leichte bis mäßige Regenmengen fallen. deren Höchstwert mit 283 mm bei Ponce gemessen wurde. Der Regen erhöhte die Wasserstände an verschiedenen Flüssen in Puerto Rico, darunter der Arecibo Big River, der einige Fuß über der Hochwassermarke kulminierte. Durch die Passage von Olga verloren etwa 79.000 Einwohner die Stromversorgung und 144.000 waren ohne Trinkwasser. Im Norden der Insel führte der Regen zu einer Schlammlawine, wodurch ein Autofahrer in seinem Fahrzeug getötet wurde.
In der Dominikanischen Republik wurde verbreitet Starkregen beobachtet, der örtlich mehr als 250 mm betrug. Der Regen führt zu Überschwemmungen am Río Yaque del Norte und anfänglich drohte das Bersten des Tavera-Staudammes, wodurch das Leben von Tausenden in der Provinz Santiago gefährdet war. Die Behörden entschlossen sich deswegen am 12. Dezember um 04:00 Uhr UTC zum öffnen aller sechs Fluttore, wodurch 6100 m³/s Wasser in den Fluss entlassen wurden. Das Ablassen verursachte eine rund 20 m hohe Flutwelle von der viele überrascht wurden, weil der Schritt nach Ortszeit am späten Abend erfolgte und die Öffnung der Fluttore nur 15 Minuten nach der Ankündigung erfolgte. Die Flutwelle tötete mindestens 35 Personen (andere Meldungen geben die Zahl zwanzig an) und überschwemmte Häuser in sieben Städten. Zwei weitere Todesfälle durch den Sturm wurden aus anderen Landesteilen gemeldet. Insgesamt flohen mehr als 34.000 Bewohner aus ihren Häusern und mehr als 7.500 Häuser wurden beschädigt. Der Schaden im Land wurde auf $1,5 Milliarden DOP (2007 etwa $45 Millionen US-Dollar) beziffert. Aus dem angrenzenden Haiti wurden zwei Tote aus den nördlichen Landesteilen gemeldet. Eine Wetterstation der Turks- und Caicosinseln meldete am 11. Dezember andauernde Winde von 58 km/h.
Während sich Olga noch in der westlichen Karibik befand, setzten entlang eines Trogs in seinem nordöstlichen Quadrantenam 14. Dezember Regenfälle ein. Diese summierten sich auf 180 mm in Nettles Island, Florida. Das Resttief intensivierte sich aufgrund gelegentlicher Konvektion in der Nähe und östlich des Zentrums, als sich das System Florida näherte. Clearwater Beach meldete am 16. Dezember zwischen vier und fünf Uhr morgens Ortszeit einen Luftdruck von 1002 hPa und andauernde Winde von 70 km/h, mit Böen von 125 km/h. Als sich eine Kaltfront näherte, litt das System und löste sich auf, bevor es die Küste Floridas erreichte.
Ungeachtet der Zahl der Todesopfer wurde der Namen nicht von der Liste der Namen tropischer Wirbelstürme gestrichen und kann in der Saison 2013 wieder verwendet werden.